# Portable Executable
Portable Executable (PE) je dogovorjen datotečni format za programe (običajna končnica .exe), objektno kodo (končnica .o), dinamične knjižnce (končnica .dll) in datoteke s pisavami, ki se uporablja na operraciskih sistemih Windows.
Podatkovna struktura PE vklju;uje vse podatke, ki jih nalagalnik ("loader") operacijskega sistema potrebuje za nalaganje vsebovane izvajane kode. To vsebuje dinamične reference za povezovanje, uvozne in izvozne tabele API, podatke za upravljanje z vključenimii viri in lokalne podatke za izvajalsko nit.